# 1. československá liga v házené mužů
1. československá liga v házené mužů byla nejvyšší mužskou házenkářskou soutěží v Československu v letech 1950 až 1993.

## Název soutěže
- 1950: státní mistrovství mužů o 7 hráčích
- 1955, 1956: státní přebor mužů
- 1957/58: Mistrovství ČSR
- 1958/59–1992/93: 1. liga

## Přehled medailistů
| Sezona  | Zlato         | Stříbro            | Bronz                            |
| 1950    | ATK Praha     | GZ Královo Pole    | Svit Gottwaldov                  |
| 1951    | nehrálo se    | nehrálo se         | nehrálo se                       |
| 1952    | nehrálo se    | nehrálo se         | nehrálo se                       |
| 1953    | ÚDA Praha     |                    |                                  |
| 1954    | ÚDA Praha     |                    |                                  |
| 1955    | ÚDA Praha     | Spartak Plzeň ZL   | Spartak I. Brněnská              |
| 1956    | Dukla Praha   | Spartak Plzeň ZVIL | Dukla Plzeň                      |
| 1957    | nehrálo se    | nehrálo se         | nehrálo se                       |
| 1957/58 | Dukla Praha   | Spartak Plzeň ZVIL | Spartak Praha Sokolovo           |
| 1958/59 | Dukla Praha   | Tatran Prešov      | Spartak Plzeň ZVIL               |
| 1959/60 | TJ Gottwaldov | Dukla Praha        | Tatran Prešov Spartak Plzeň ZVIL |
| 1960/61 | Dukla Praha   | Tatran Prešov      | Spartak Plzeň ZVIL               |
| 1961/62 | Dukla Praha   | Tatran Prešov      | Spartak Plzeň ZVIL               |
| 1962/63 | Dukla Praha   | Spartak Plzeň ZVIL | TJ Gottwaldov                    |
| 1963/64 | Dukla Praha   | Tatran Prešov      | Slávia Trnava                    |
| 1964/65 | Dukla Praha   | Tatran Prešov      | Spartak Plzeň ZVIL               |
| 1965/66 | Dukla Praha   | Tatran Prešov      | Škoda Plzeň                      |
| 1966/67 | Dukla Praha   | Baník Karviná      | Tatran Prešov                    |
| 1967/68 | Baník Karviná | Dukla Praha        | Tatran Prešov                    |
| 1968/69 | Tatran Prešov | Dukla Praha        | Baník Karviná                    |
| 1969/70 | Dukla Praha   | Škoda Plzeň        | Tatran Prešov                    |
| 1970/71 | Tatran Prešov | Škoda Plzeň        | Dukla Praha                      |
| 1971/72 | Baník Karviná | Škoda Plzeň        | Tatran Prešov                    |
| 1972/73 | ČH Bratislava | Tatran Prešov      | VSŽ Košice                       |
| 1973/74 | Škoda Plzeň   | Tatran Prešov      | Baník Karviná                    |
| 1974/75 | ČH Bratislava | Tatran Prešov      | Dukla Praha                      |
| 1975/76 | ČH Bratislava | Škoda Plzeň        | Baník Karviná                    |
| 1976/77 | Dukla Praha   | Tatra Kopřivnice   | ČH Bratislava                    |
| 1977/78 | VSŽ Košice    | Dukla Praha        | Tatran Prešov                    |
| 1978/79 | Dukla Praha   | Lokomotíva Trnava  | Slavia IPS Praha                 |
| 1979/80 | Dukla Praha   | VSŽ Košice         | Lokomotíva Trnava                |
| 1980/81 | VSŽ Košice    | Dukla Praha        | Slavia IPS Praha                 |
| 1981/82 | Dukla Praha   | VSŽ Košice         | Tatran Prešov                    |
| 1982/83 | Dukla Praha   | Tatran Prešov      | Lokomotíva Trnava                |
| 1983/84 | Dukla Praha   | Škoda Plzeň        | ČH Bratislava                    |
| 1984/85 | Dukla Praha   | Lokomotíva Trnava  | Tatran Prešov                    |
| 1985/86 | Dukla Praha   | KH Kopřivnice      | Slavia IPS Praha                 |
| 1986/87 | Dukla Praha   | Baník Karviná      | Tatran Prešov                    |
| 1987/88 | Dukla Praha   | Tatran Prešov      | Baník Karviná                    |
| 1988/89 | VSŽ Košice    | ČH Bratislava      | Dukla Praha                      |
| 1989/90 | Dukla Praha   | Baník Karviná      | ČH Bratislava                    |
| 1990/91 | Dukla Praha   | VSŽ Košice         | Baník Karviná                    |
| 1991/92 | Dukla Praha   | Baník Karviná      | Tatran Prešov                    |
| 1992/93 | Tatran Prešov | Tatra Kopřivnice   | ŠKP Bratislava                   |

## Historická statistika
| Klub          | Titul |
| Dukla Praha   | 28x   |
| Tatran Prešov | 3×    |
| VSŽ Košice    | 3×    |
| ČH Bratislava | 3×    |
| Baník Karviná | 2×    |
| Škoda Plzeň   | 1×    |
| TJ Gottwaldov | 1×    |